# Albert Lachaud de Loqueyssie
Joseph Eugène Albert Lachaud de Loqueyssie, né en 1848, mort en 1896, est un officier et homme politique français, bonapartiste, député de Tarn-et-Garonne.

## Biographie
Né à Montauban en Tarn-et-Garonne le 1er octobre 1848, petit-fils du trésorier général François Lachaud de Loqueyssie, Joseph-Eugène-Albert Lachaud de Loqueyssie est le neveu du député Adrien Joseph Prax-Paris et de l'ingénieur Auguste Forestier.

### Officier
Engagé à 22 ans dans la guerre franco-allemande, Albert Lachaud de Loqueyssie est capitaine des mobiles des Basses-Alpes. Faisant partie de l'armée de l'Est, il est blessé, le 26 novembre 1870, à l'attaque de Dijon,. 
En 1872, il épouse Jeanne-Marie Johnston, belle-fille d'Eugène Gibiat, directeur du Constitutionnel et du Pays.
D'opinion bonapartiste, il profite de l'option de son oncle, Adrien Joseph Prax-Paris, pour la 1re circonscription de Montauban, et se présente comme conservateur dans la 2e circonscription de cette ville, le 23 avril 1876. Il y obtient 5 981 suffrages contre 6 487 à Léon Pagès, qui est élu.

### Député bonapartiste
Mais Albert Lachaud de Loqueyssie est élu député l'année suivante, au scrutin du 14 octobre 1877, comme candidat officiel du gouvernement du Seize-Mai. Il prend place dans le groupe de l'Appel au peuple. Comme secrétaire d'âge, il fait partie du bureau provisoire de l'Assemblée à l'ouverture de la session. 
Votant avec la droite, il se prononce contre l'invalidation des membres de la minorité et contre le gouvernement Dufaure. Il s'oppose également à l’application de l'article 7 et aux lois Ferry sur l'enseignement public, ainsi qu'à l'amnistie et à la politique du gouvernement. 

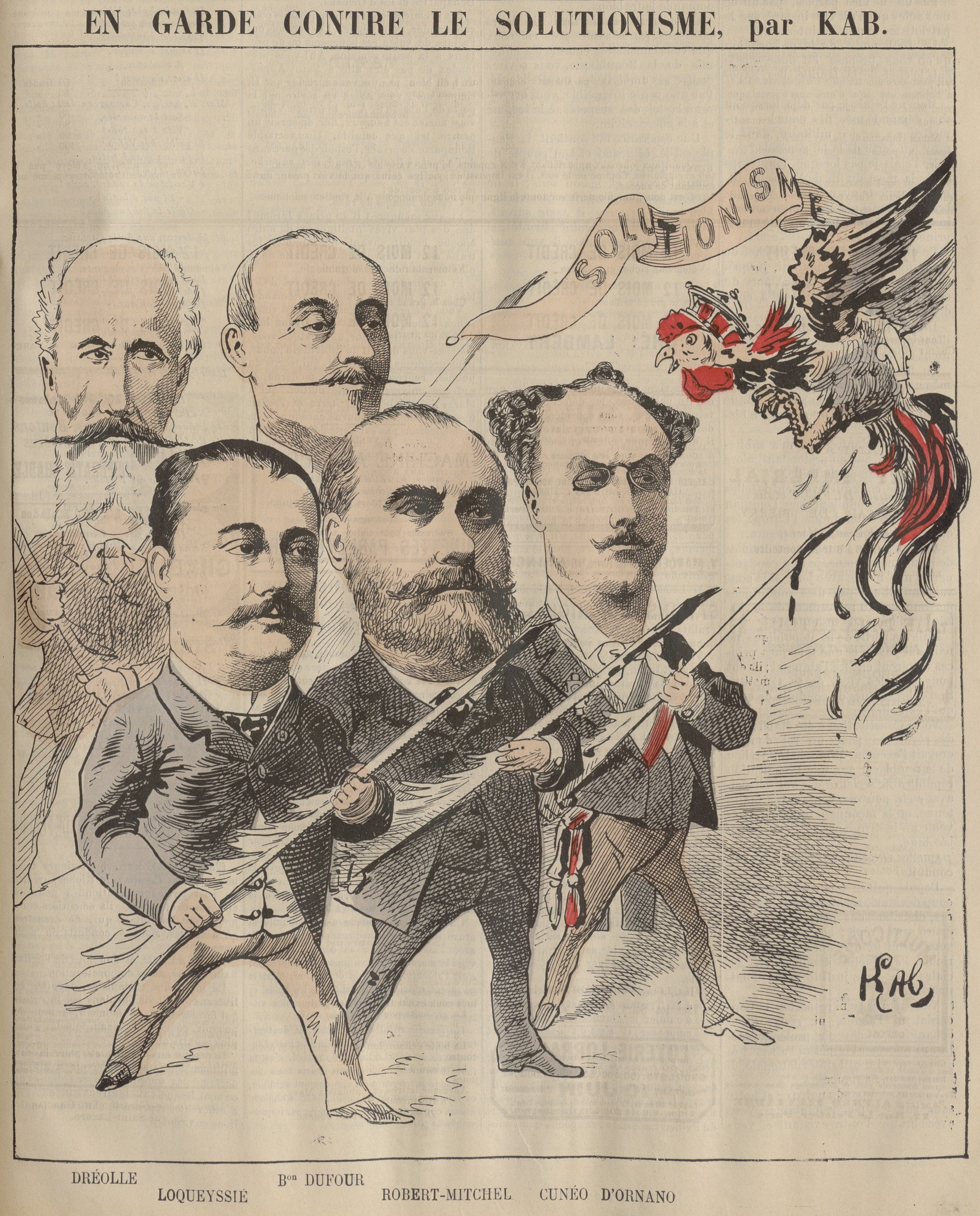
Loqueyssie à gauche au premier plan, avec sa plume comme arme (caricature de Kab, 1886).

Aux élections du 21 août 1881, il se représente dans la 2e circonscription de Montauban, avec le programme impérialiste. Il est battu avec 5 680 voix contre 5 853 au républicain Pagès.
Albert de Loqueyssie se retire alors de la vie publique ; il est directeur politique du journal Le Pays,. Il meurt le 19 février 1896, au manoir de Pouzelande, sur la commune de Notre-Dame-de-Sanilhac, en Dordogne.